# Leopold II del Sacre Imperi Romanogermànic
Leopold II (Viena, Sacre Imperi Romanogermànic 1747 - íd. 1792) va ser Rei d'Hongria, Bohèmia i emperador del Sacre Imperi Romanogermànic des de l'any 1790 fins a la seva mort. Anteriorment de ser nomenat emperador fou gran duc de la Toscana des de l'any 1765 fins a l'any 1790.

## Orígens familiars
Fill de l'arxiduquessa Maria Teresa I d'Àustria i de l'emperador Francesc I, nasqué al Palau de Schönbrunn, prop de Viena, el dia 5 de maig de l'any 1747. Leopold era net per via materna de l'emperador Carles VI i de la princesa Elisabet Cristina de Brunsvic-Wolfenbüttel i per via paterna del duc Leopold I de Lorena i de la princesa Elisabet Carlota d'Orleans.

## Núpcies i descendents
L'any 1764 es casà amb la infanta Maria Lluïsa d'Espanya, filla del rei Carles III d'Espanya i de la princesa Maria Amàlia de Saxònia. A les capitulacions matrimonial firmades el mateix any 1764, la cort vienesa establia la cessió del Gran Ducat de Toscana a Leopold que com a segon fill mascle dels emperadors establia una branca cadet o secundària de la casa d'Habsburg o d'Àustria. La parella que s'establí a Florència va tenir quinze fills:
- SAI l'arxiduquessa Maria Teresa d'Àustria, nascuda a Florència el 1767 i morta a Leipzig el 1827. Es casà amb el rei Antoni I de Saxònia.
- SM l'emperador Francesc I d'Àustria, nascut a Florència el 1768 i mort a Viena el 1835. Es casà en primeres noces amb la princesa Elisabet de Württemberg, en segones núpcies amb la princesa Maria Teresa de Borbó-Dues Sicílies, en terceres núpcies amb l'arxiduquessa Maria Lluïsa d'Àustria-Este i en quartes núpcies amb la princesa Carolina de Baviera.
- SM el gran duc Ferran III de Toscana, nascut a Florència el 1769 i mort a Florència el 1824. Es casà amb la princesa Lluïsa de Borbó-Dues Sicílies i en segones núpcies amb la princesa Maria de Saxònia.
- SAI l'arxiduquessa Maria Anna d'Àustria, nascuda a Florència el 1770 i morta a Viena el 1809.
- SAI l'arxiduc Carles Lluís d'Àustria, nascut a Florència el 1771 i mort a Viena el 1847. Es casà amb la princesa Enriqueta de Nassau-Weilburg.
- SAI l'arxiduc Alexandre d'Àustria, nascut a Poggio Imperiale el 1772 i mort al Palau de Laxenburg el 1795.
- SAI l'arxiduc Albert d'Àustria, nascut a Florència el 1773 i mort el 1774.
- SAI l'arxiduc Maximilià d'Àustria, nascut a Florència el 1774 i mort el 1778.
- SAI l'arxiduc Josep Antoni d'Àustria, nascut a Florència el 1776 i mort a Budapest el 1847. Es casà amb la gran duquessa Alexandra de Rússia, en segones núpcies amb la princesa Hermínia d'Anhalt-Bernburg-Schaumburg-Hoym, i en terceres núpcies amb la princesa Maria Dorotea de Württemberg.
- SAI l'arxiduquessa Maria Clementina d'Àustria, nascuda a Florència el 1777 i morta a Nàpols el 1801. Es casà amb el rei Francesc I de les Dues Sicílies.
- SAI l'arxiduc Antoni Víctor d'Àustria, nascut a Poggio Imperiale el 1778 i mort a Viena el 1835.
- SAI l'arxiduquessa Maria Amàlia d'Àustria, nascuda a Florència el 1780 i morta a Viena el 1798.
- SAI l'arxiduc Joan d'Àustria, nascut a Florència el 1782 i mort a Viena el 1859. Es casà amb Anna Maria Pochl.
- SAI l'arxiduc Rainier d'Àustria, nascut a Pisa el 1783 i mort a Bolzano el 1853. Es casà amb la princesa Elisabet de Savoia-Carignano.
- SAI l'arxiduc Lluís d'Àustria, nascut a Florència el 1784 i mort a Viena el 1864.
- SAI l'arxiduc Rodolf d'Àustria, nascut a Pisa el 1788 i mort a Viena el 1834.

## Títols

### Gran Ducat de Toscana
De 1765 a 1790 Leopold i Maria Lluïsa van regnar sobre el Gran Ducat de Toscana, establint una cort brillant i il·lustrada a la ciutat de Florència. Des de l'any 1765 i fins a l'any 1770 a través d'un Consell de Regència nomenat per la seva mare. L'any 1770 assumí el govern absolut de Toscana i es dedicà a portar a terme nombroses reformes de caràcter il·lustrat. Va impulsar reformes en l'àmbit industrial i agrari, destinades a augmentar la productivitat, i va augmentar les llibertats personals, va racionalitzar els sistemes d'impostos i aranzels dels seus estats i va encoratjar el desenvolupament d'institucions representatives.
Eliminà l'exèrcit naval que havia estat mantingut pels Mèdici i així aconseguí ingressos extraordinaris per l'Estat. Malgrat tot, les seves reformes mai foren ben rebudes entre la població de la Toscana, la fredor de la Cort i l'austeritat dels nous monarques no foren acceptats en una població que anhelava l'antic rècord dels grans ducs Medici mecenes d'art.

### Emperador del Sacre Imperi
L'any 1790 moria a Viena sense descendència Josep II, emperador romanogermànic. Leopold fou cridat per la Cort vienesa i nomenat emperador amb el nom de Leopold II, a més d'esdevenir arxiduc d'Àustria i rei d'Hongria.
Arribat a Àustria es troba en una situació de descontentament generalitzat tant als dominis belgues com als hongaresos. Leopold començà a fer concessions a uns i altres per tal d'estabilitzar la situació, signant amb l'Imperi Otomà el Tractat de Sistova el 4 d'agost de 1791 per cloure la guerra retornant tot el territori conquerit tret de la cessió d'Orsowa. Espantat pels successos revolucionaris a França, decideix intervenir i el 27 d'agost de 1791, després d'haver consultat nobles francesos emigrats, promulga amb Frederic Guillem II de Prússia la declaració de Pilnitz, segons la qual, els monarques europeus es mostraven interessats en la protecció de Lluís XVI i la seva família, i, vagament, s'hi amenaçava amb greus conseqüències si els passava res.
El 20 d'abril de 1792, l'Assemblea Nacional francesa aprovà per majoria declarar la guerra a Àustria, després d'haver escoltat la lectura de tota una llista de greuges presentada pel ministre d'afers estrangers Dumouriez, qui preparà una immediata invasió dels Països Baixos austríacs, on esperava que la població local s'alcés contra el domini austríac. Tanmateix, arran de la Revolució, l'exèrcit s'havia desorganitzat completament, i, en el moment de l'inici de les hostilitats, es produïren desercions en massa. A Coblença s'organitzà un exèrcit majoritàriament prussià dirigit pel duc de Brunswick. Pel juliol, les forces prussianes van conquerir amb facilitat les fortaleses de Longwy i Verdun sur Meuse i proclamà el Manifest de Brunswick, escrit pel príncep de Condé, dirigent d'un exèrcit contrarevolucionari format per emigrats, en el qual s'hi exposava que el propòsit dels aliats era restablir l'autoritat absoluta de Lluís XVI per la qual cosa tractarien com a rebel qualsevol que se'ls oposés, per la qual cosa el condemnarien a mort segons la llei marcial. Aquest manifest, però, fou una de les principals causes de la revolta de París del 10 d'agost de 1792 que dugué a l'empresonament de la família reial francesa a la Torre del Temple i a la proclamació de la Primera República Francesa. Les relacions entre Àustria i França s'agreujaren amb l'execució de l'arxiduquessa Maria Antonieta d'Àustria, esposa de Lluís XVI de França, a París. Aviat els austríacs declararen la guerra a França i formaren la Primera Coalició, que uní els exèrcits austríacs, prussians i d'altres estats alemanys contra França. L'avenç de les forces austroprussianes a França quedà deturat el 20 de setembre de 1792 gràcies al triomf dels exèrcits revolucionaris a la batalla de Valmy; a partir d'aleshores, Prússia veient que la campanya estava resultant més llarga i costosa del que s'havia previst, va decidir retirar-se de França.
El curt regnat de Leopold de tan sols dos anys i les conseqüències de la Revolució Francesa impossibilitaren l'aplicació de les reformes que aplicà a la Toscana durant el seu regnat. A més a més, Leopold acudí en ajuda als reialistes francesos per tal que s'exiliessin a Àustria provocant que aquests conspiressin dia rere dia per provocar una intervenció austríaca a França.
Les intencions de Caterina II de Rússia i de la diplomàcia de Rússia eren clares: preparar l'estat d'opinió suficient perquè Prússia i Àustria declaressin la guerra a França per tal de restablir la monarquia, ocupats els prussians i els austríacs a França, Caterina hagués eliminat Polònia i ocupat els territoris més septentrionals de l'Imperi Otomà. Leopold observà la tàctica russa i decidí no moure fitxa.
Malgrat que prometé ajudar els reis francesos, Lluís XVI de França i la seva pròpia germana, la reina Maria Antonieta d'Àustria, no pogué evitar la seva mort a París, executats pels revolucionaris.
Àustria i Prússia van acordar una aliança defensiva el febrer de 1792, però Leopold va morir dos mesos abans que França declarés la guerra a Àustria.